# ویکتور رودریگز آندراده
ویکتور رودریگز آندراده (اسپانیایی: Víctor Rodríguez Andrade‎; زاده ۲ مهٔ ۱۹۲۷ – درگذشته ۱۹ مهٔ ۱۹۸۵) بازیکن فوتبال اهل اروگوئه بود.
از باشگاه‌هایی که در آن بازی کرده‌است می‌توان به باشگاه فوتبال پنیارول اشاره کرد. وی به‌همراه تیم ملی فوتبال اروگوئه قهرمان جام جهانی فوتبال ۱۹۵۰ شده است.